# Cyclida
Cyclida (лат.) — отряд вымерших ракообразных, существовавший с каменноугольного по меловой период. В настоящее время их относят к классу ракообразных Multicrustacea.
Русскоязычное название группы — циклиды, однако оно фонетически близко к названию семейства лучепёрых рыб — цихлиды (Cichlidae).

## Описание
Представители циклид имеют некоторое внешнее сходство с крабами, и, скорее всего, занимали схожую экологическую нишу и были ими же вытеснены в конце мезозоя. Наибольший размер панциря установленный у циклид — не более 6 см. Жабры Cyclida обладают уникальным среди ракообразных строением. 
Морфология панциря у видов из разных семейств циклид несколько отличается. Так, представители типового семейства циклид (Cyclidae) характеризуются вытянутым овальным выпуклым карапаксом, орнаментированным многочисленными и разнообразными скульптурными элементами. Внешне их панцирь, как и у большинства членистоногих, разделен на две зеркально-симметричные части — левую и правую. В передней (головной) части панциря циклид располагаются выпуклые доли, число и форма которых варьируется от роду к роду. У большинства имеется передняя непарная осевая доля, расположенная в центре передней части карапакса; по обе стороны от нее могут быть парные осевые и боковые доли, до трех или четырех пар.

## История изучения
Первое описание Cyclida принадлежит известному английскому палеонтологу Джону Филлипсу: в своей работе 1836 года «Illustrations of the Geology of Yorkshire» он описал и изобразил представителя Cyclida, описав как трилобита вида Agnostus ? radialis (агностиды). В 1841 году Лоран-Гийом де Конинк описал новый род Cyclus по экземплярам Филлипса уже не как трилобита, хотя позже сам описал вторую разновидность Cyclus в качестве гипостомы трилобита. В неопубликованной диссертации Нила Кларка в 1989 году было высказано предположение о принадлежности этих членистоногих к ракообразным. В 1997 году Фредерик Шрам с соавторами классифицировал их в качестве сестринской группе ракообразных внутри класс в Maxillopoda, а в 2008 году Ежи Дзик поместил их в подкласс карпоедов (Branchiura), который ранее содержал только современных карповых вшей. В 2020 году российский палеонтолог Эдуард Мычко совместно с американскими учеными Кэрри Швейцер и Родни Фельдманом провели ревизию всех известных находок циклид, разработали подробную систематику группу и описали ряд новых родов.

## Стратиграфия
Циклиды известны из отложений, начиная с раннего карбона до маастрихтского яруса верхнего мела. Они являются одной из трех групп «типично палеозойских» членистоногих, которые пережили массовое пермское вымирание (наряду с пресноводными Euthycarcinoida и морскими Thylacocephala). 

## Циклиды на территории России
Находки циклид в России крайне редки. Так, Б.И. Чернышев описал представителей Cyclus из нижнекаменноугольных известняков восточного склона Урала и северного склона Туркестанского хребта. Л.С. Либрович к северу от холма Мурчисона (правобережье р. Шартымка, Челябинская обл.) нашел в верхнесерпуховском горизонте Cyclus sp. Н.Н. Крамаренко из нижнепермского (ассельского) биогерма «Казарменный камень» на р. Сим (Челябинская обл.) описал новый вид Cyclus miloradovitchi. Недавно российскими палеонтологами Э.В. Мычко и А.С. Алексеевым была опубликована статья с описанием нового вида и рода циклид Skuinocyclus juliae из нижнепермских отложений рифа Шахтау (Стерлитамак, Башкирия). В 2019 Э.В. Мычко и А.С. Алексеевым  совместно с американскими палеонтологами Родни Фельдманом и Кэрри Швейцер был описан еще один новый род и вид циклид из нижнекарбоновых отложений Оренбургской области. Новый вид получил название ''Prolatcyclus kindzadza'' в честь фильма Кин-дза-дза! Позднее этим же коллективом автором был описан новый вид циклид Magnitocylus struveae из нижнего карбона Магниторского синклинория.

## Классификация
По современным данным отряд циклид состоит из шести семейств и объединяет 28 родов и 54 вида:
Семейство ALSASUACARIDAE Bakel, Jagt, Fraaije et Artal, 2011
- Род Alsasuacaris Bakel, Jagt, Fraaije et Artal, 2011 (1 вид)
- Род Maastrichtiocaris Fraaije, Schram et Vonk, 2003 (1 вид)

Семейство AMERICLIDAE Dzik, 2008
- Род Americlus Dzik, 2008 (3 вида)
- Род Brittaniclus Schweitzer, Mychko et Feldmann, 2020 (3 вида)
- Род Dziklus Schweitzer, Mychko et Feldmann, 2020 (1 вид)
- Род Malayacyclus Tang, Mychko, Feldmann, and Schweitzer, 2021 (1 вид)

Семейство CYCLIDAE Packard, 1885
- Род Ambocyclus Schweitzer, Mychko et Feldmann, 2020 (3 вида)
- Род Carabicyclus Schweitzer, Mychko et Feldmann, 2020 (1 вид)
- Род Chernyshevine Schweitzer, Mychko et Feldmann, 2020 (1 вид)
- Род Cyclus de Koninck, 1841 (1 вид)
- Род Litocyclus Schweitzer, Mychko et Feldmann, 2020 (5 видов)
- Род Magnitocyclus Mychko et al., 2022 (1 вид)
- Род Prolatcyclus Mychko, Feldmann, Schweitzer, & Alekseev, 2019 (2 вида)
- Род Tazawacyclus Schweitzer, Mychko et Feldmann, 2020 (1 вид)
- Род Uralocyclus Mychko & Alekseev, 2018 (3 вида)

Семейство HALICYNIDAE Gall et Grauvogel, 1967
- Род Carcinaspides Glaessner 1969 (1 вид)
- Род Halicyne Meyer, 1847 (5 видов)
- Род Juracyclus Schweigert, 2007 (1 вид)

Семейство HEMITROCHISCIDAE Trauth, 1918
- Род Cyclocarcinides Glaessner, 1969 (5 видов)
- Род Hemitrochiscus Schauroth, 1854 (1 вид)
- Род Oonocarcinus Gemmellaro, 1890 (2 вида)
- Род Paraprosopon Gemmellaro, 1890 (1 вид)
- Род Skuinocyclus Mychko et Alekseev, 2018 (1 вид)

Семейство SCHRAMINIDAE Dzik, 2008
- Род Anhelkocephalon Bill, 1914 (1 вид)
- Род Apionicon Schram et al., 1997 (1 вид)
- Род Opolanka Dzik, 2008 (1 вид)
- Род Schramine Dzik, 2008 (5 видов)
- Род Yunnanocyclus Feldmann et al., 2017 (1 вид)